# Церква Святого Миколая (Білківці)
Церква Святого Миколая в Білківцях — парафія і храм греко-католицької громади Озернянського деканату Тернопільсько-Зборівської архієпархії Української греко-католицької церкви в селі Білківці Тернопільського району Тернопільської области.

## Історія церкви
Храм у селі збудували в 1844 році. У 1927 році церква згоріла від удару блискавки. Через два роки, на кошти парафіян, спорудили нову дерев'яну церкву. У 1972 році художник із Чортківщини виготовив для неї іконостас.
Парафія належала до УГКЦ з 1844 до 1946 року, а з 1991 року знову діє в лоні УГКЦ.
Парафія співпрацює зі школою та місцевою владою. На церковному подвір'ї встановлено хрест, що датується 1848 роком, на честь скасування панщини, а також фігуру святого Миколая, встановлену у 1990 році.

## Парохи
- о. Барвінський (1861—1882),
- о. І. Рейгаровський (1882—1888),
- о. Северин Баранок (1888—1896),
- о. Євген Купчинський (1896—1914),
- о. Мелетій Федишин (1914—1924),
- о. Василь Олексів (1924—1928),
- о. Ілля Бабиляк (1928—1930),
- о. Володимир Познахівський (1930—1944),
- о. Стефан Пасічник (1944—1946),
- о. Мирослав Гордійчук (1990—1992),
- о. Василь Прокопів (1992—1996),
- о. Михайло Медвідь (1996—2004),
- о. Василь Хомета (з 2004).